# 近藤清一郎
近藤 清一郎（こんどう せいいちろう、1939年（昭和14年）12月2日 - 2014年（平成26年）3月26日）は、日本の政治家。長野県千曲市長（2期）。位階は従五位。瑞宝小綬章受章。

## 経歴
長野中央署長、県警警備部長を経て2001年に更埴市助役に就任。
2007年（平成19年）9月30日に行われた千曲市長選挙に出馬。栁町博之との一騎討ちを制し初当選した（近藤：13,555票、栁町：12,806票）。投票率は51.84％だった。
2009年（平成21年）6月の市議会で北陸新幹線の新駅誘致について、千曲市の産業振興には、新幹線駅が必要と明言した。
2011年（平成23年）の市長選は無投票で再選。
2期目の2012年9月27日、肺癌治療の長期化のため、市議会議長に辞職届を提出した。10月17日付で辞職。
2014年3月26日、肺癌のため死去。74歳没。死没日付をもって従五位に叙され、瑞宝小綬章を受章した。